# Norah Borges
Norah Borges, seudónimo de Leonor Fanny Borges Acevedo (Buenos Aires, 4 de marzo de 1901-Buenos Aires, 20 de julio de 1998), fue una pintora, dibujante, ilustradora gráfica y crítica de arte argentina perteneciente al Grupo de Florida. 
Era hermana del escritor Jorge Luis Borges, quien la apodaba Norah y la retrataba así:

En todos nuestros juegos era ella siempre el caudillo, yo el rezagado, el tímido, el sumiso. Ella subía a la azotea, trepaba a los árboles y a los cerros. Yo la seguía con menos entusiasmo que miedo.
J. L. Borges, Norah

## Biografía

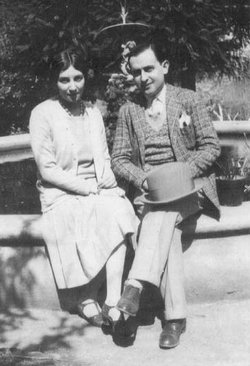
Norah Borges y Guillermo de Torre (1928)

Marchó con su familia en 1912 a Suiza para tratar la ceguera progresiva del padre, el abogado Jorge Guillermo Borges. Estudió en la École des Beaux-Arts de Ginebra con el escultor clasicista Maurice Sarkisoff y con Arnaldo Bossi en Lugano, cerca de expresionistas alemanes exiliados como Ernst Kirchner; con Bossi aprendió xilografía y la estética expresionista, según declaró ella misma en un reportaje de 1940 en la revista Atlántida. En Suiza escribió e ilustró su primer libro poético, Notas lejanas (1915). La estancia en Europa se alargó a causa de la Primera Guerra Mundial hasta 4 años. Tras viajar por toda la Provenza (Norah queda muy impresionada por Nîmes, a cuyo paisaje dedica algunas piezas) entraron en España, donde amplió sus estudios y participó en las Vanguardias. Fueron primero a Barcelona y luego, en 1919, a Palma de Mallorca, donde Norah estudió con Sven Westman; allí los hermanos Borges colaboraron en la revista Baleares (Norah con su "Músicos ciegos"); después fueron a Sevilla, donde entraron en la vanguardia del ultraísmo; publicó trabajos suyos en Grecia, Vltra, Tableros y Reflector, así como, en 1920, el proyecto de portada para El jardín del centauro, un libro de poemas de Adriano del Valle; pasaron por Granada y finalmente recalaron en Madrid, donde Norah estudió con el pintor Julio Romero de Torres. Allí entabló amistad además con Juan Ramón Jiménez, algunos de cuyos poemas ilustró, y quien le dedicó uno de los retratos líricos de su libro Españoles de tres mundos. Volvieron a Palma de Mallorca en junio de 1920.
En marzo de 1921 tomaron un barco de retorno a Buenos Aires. Como pintora naïf, Norah se vinculó a la vanguardia literaria formada por el Grupo de Florida; desde Prisma empezó a divulgar el ultraísmo en Argentina, pero entonces explotó el influjo del cubismo que había empezado a asimilar con sus contactos franceses en España en sus ilustraciones para revistas como Mural, Proa o Martín Fierro, recuperando las imágenes de balaustradas y maceteros de las casas porteñas e imágenes en extinción como las que habitan la primera edición de Fervor de Buenos Aires (1923), el libro poético de su hermano Jorge Luis.
En 1923 la revista surrealista francesa Manomètre de Lyon y en 1924 Martín Fierro publicaron sus pinturas. En 1926 expuso 75 trabajos (óleos, xilografías, dibujos, acuarelas y tapices) en la Asociación Amigos del Arte. Contrajo matrimonio en 1928 con Guillermo de Torre, escritor y crítico español, estudioso del movimiento ultraísta y gran experto en las vanguardias artísticas y literarias, a quien había conocido en España cuando tenía 19 años; con él tuvo dos hijos: Luis Guillermo (1937-2019) y Miguel de Torre Borges (1939-2022). 
En la Segunda Guerra Mundial fue vocal suplente en la Junta de la Victoria en la Argentina, asociación feminista antifascista que dirigían Cora Ratto de Sadosky y Ana Rosa Schlieper de Martínez Guerrero; en ella militaron la escritora María Rosa Oliver, la fotógrafa Annemarie Heinrich, la psicoanalista Mimí Langer, la modelo y reportera Pelegrina Pastorino, la artista Raquel Forner y la poeta Silvina Ocampo. Norah ilustró la edición de Cuaderno San Martín, de Borges, como había hecho antes con Luna de enfrente y Fervor de Buenos Aires y los libros Las invitadas (1961) y Autobiografía de Irene (1962), de Silvina Ocampo.
Ejerció la crítica de arte en Anales de Buenos Aires bajo el pseudónimo de Manuel Pinedo. Investigó sobre el grabado y no dejó de pintar prácticamente hasta su muerte, aunque regalaba su obra y no cuidó de realizar exposiciones regularmente.
En 1942 se publicó en Argentina una edición de Platero y yo de Juan Ramón Jiménez con ilustraciones y viñetas de Norah, y también ejerció como artista gráfica en otros libros de españoles emigrados en Argentina como Ramón Gómez de la Serna, Rafael Alberti y León Felipe. Ilustró también no solo los de su hermano, sino los de otros escritores argentinos como Silvina Ocampo, Victoria Ocampo, Adolfo Bioy Casares, Norah Lange y Julio Cortázar. También diseñó la escenografía de una obra teatral de Federico García Lorca. Fue amiga de Maruja Mallo y Xul Solar.

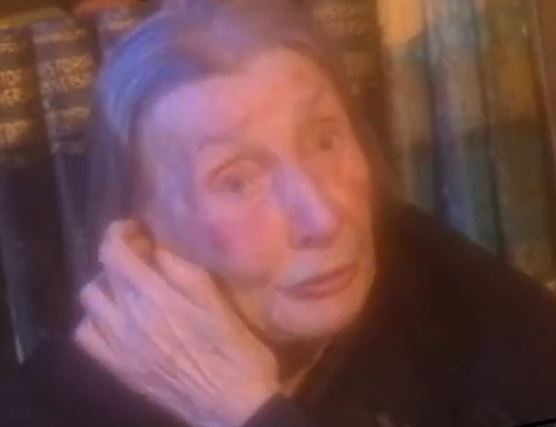
Norah Borges en 1996, entrevistada para un programa de televisión emitido en Canal 7 de Argentina

Utilizó las técnicas de pintura al óleo, acuarela, grabado, xilografía, dibujo a tinta y lápiz, témperas, acrílico y tapiz.
Norah Borges fue considerada, como su hermano, integrante de un grupo de escritores que fue conocido como el Grupo Florida, denominado así porque la revista en la que publicaban se ubicaba en las cercanías de dicha calle de Buenos Aires, y se reunían en la Confitería Richmond, que incluyó escritores como Victoria Ocampo, Leopoldo Marechal, Oliverio Girondo, entre otros, en contraposición dialéctico literaria con el Grupo Boedo, que publicaba en la Editorial Claridad y se reunía en el Café El Japonés, de raigambre mucho más humilde, con integrantes como Roberto Arlt, entre otros.
En 2020 se organizó en el Museo Nacional de Bellas Artes de Buenos Aires (MNBA) una exposición retrospectiva sobre toda su obra. La muestra llevó por título  Norah Borges, una mujer en la vanguardia, y se componía de más de 200 obras, entre pinturas, grabados, ilustraciones, tapices y textos, curada por el investigador Sergio Baur.
Sus restos se encuentran en la bóveda familiar del Cementerio de la Recoleta junto a su esposo, sus padres y sus dos hijos.